# Wera-Haus

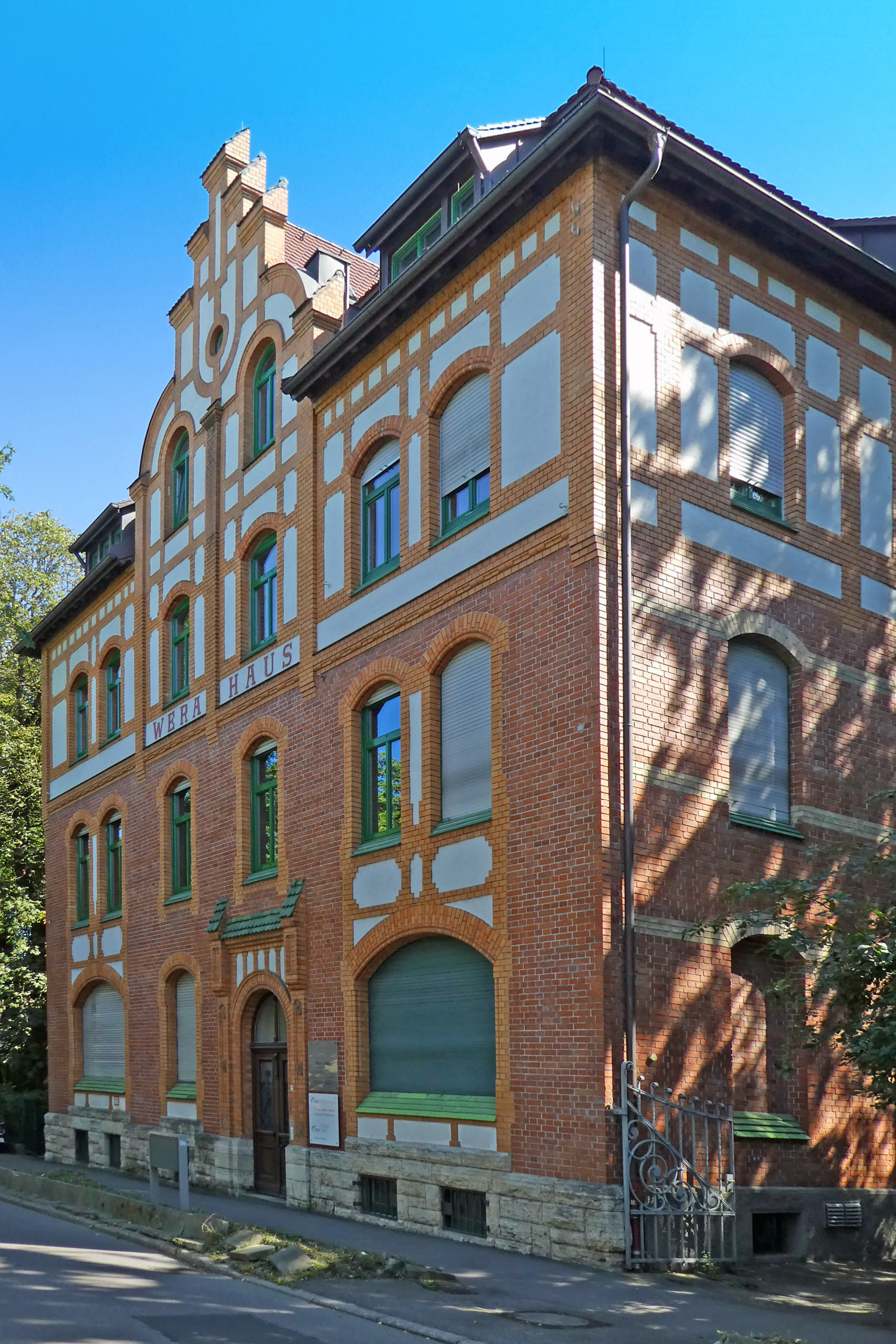
Wera-Haus, 2016.

Das Wera-Haus ist ein Gebäude in dem Stuttgarter Stadtteil Berg. Das Haus wurde von Herzogin Wera von Württemberg gestiftet und 1904 von den Gebr. Hausser im Jugendstil errichtet. Es beherbergte eine Kleinkinderschule, ein Gasthaus und ein Gesellenheim. Seit 1977 ist in dem Gebäude eine Krankengymnastikschule untergebracht.
Außer dem Wera-Haus tragen zwei weitere von Herzogin Wera gestiftete Einrichtungen ihren Namen: das Weraheim und die Werapflege.

## Beschreibung
Das Wera-Haus liegt in Stuttgart-Berg in der Nißlestraße 22 am Fuß der Berger Kirche, die sich im Süden des Hauses auf einem Bergsporn über dem Neckartal erhebt. Das 3-stöckige, 6-achsige Gebäude ist 18 Meter breit und 14 Meter tief. Über einem niedrigen Werksteinsockel erhebt sich die rote Ziegelsteinfassade der beiden unteren Stockwerke und die weiße, durch Ziegelsteinornamente verzierte Putzfassade des oberen Stocks. Der Baukörper gliedert sich in drei Teile. Der zweiachsige Mittelbau endet an der Vorderfront mit einem Zwerchdach mit Schweifgiebel und Treppengiebel, an der Rückfront mit einem Vorbau (Risalit), der ebenfalls mit einem Zwerchdach abschließt. Die symmetrischen, zweiachsigen Seitentrakte enden mit überstehender Traufe unter einem doppelten Walmdach (Mansarddach).

## Geschichte
Auf Initiative von Rektor Kern, Hauptlehrer am Oberen Gymnasium, wurde 1903 der Werahaus-Verein gegründet, der die Planung und den Bau des Wera-Hauses betrieb. Herzogin Wera von Württemberg, die Adoptivtochter von König Karl und Königin Olga, die sich in hervorragender Weise in der sozialen Fürsorge engagierte, übernahm das Patronat und die Finanzierung des Hauses, das am 27. März 1904 eingeweiht wurde. In dem Haus wurden eine Kleinkinderschule mit Unterkünften für die Betreuerinnen und ein Gasthaus mit preiswertem Mittagstisch (Volkskaffeehaus) eingerichtet. Außerdem bot es Zimmer für Lehrlinge und Arbeiter, die hier günstig wohnen konnten und Anschluss an den örtlichen CVJM fanden, den Herzogin Wera ebenfalls protegierte.
1977 zog die erste Krankengymnastikschule in Stuttgart in das Haus ein. Seit 1993 heißt die Schule „Dr. Peter Simon-Schule“ nach ihrem Gründer, dem Orthopädiefacharzt Dr. med. Peter Simon. Sie wird heute als Fachschule für Physiotherapie unter dem Dach der SRH Fachschulen geführt.

## Luftschutzstollen

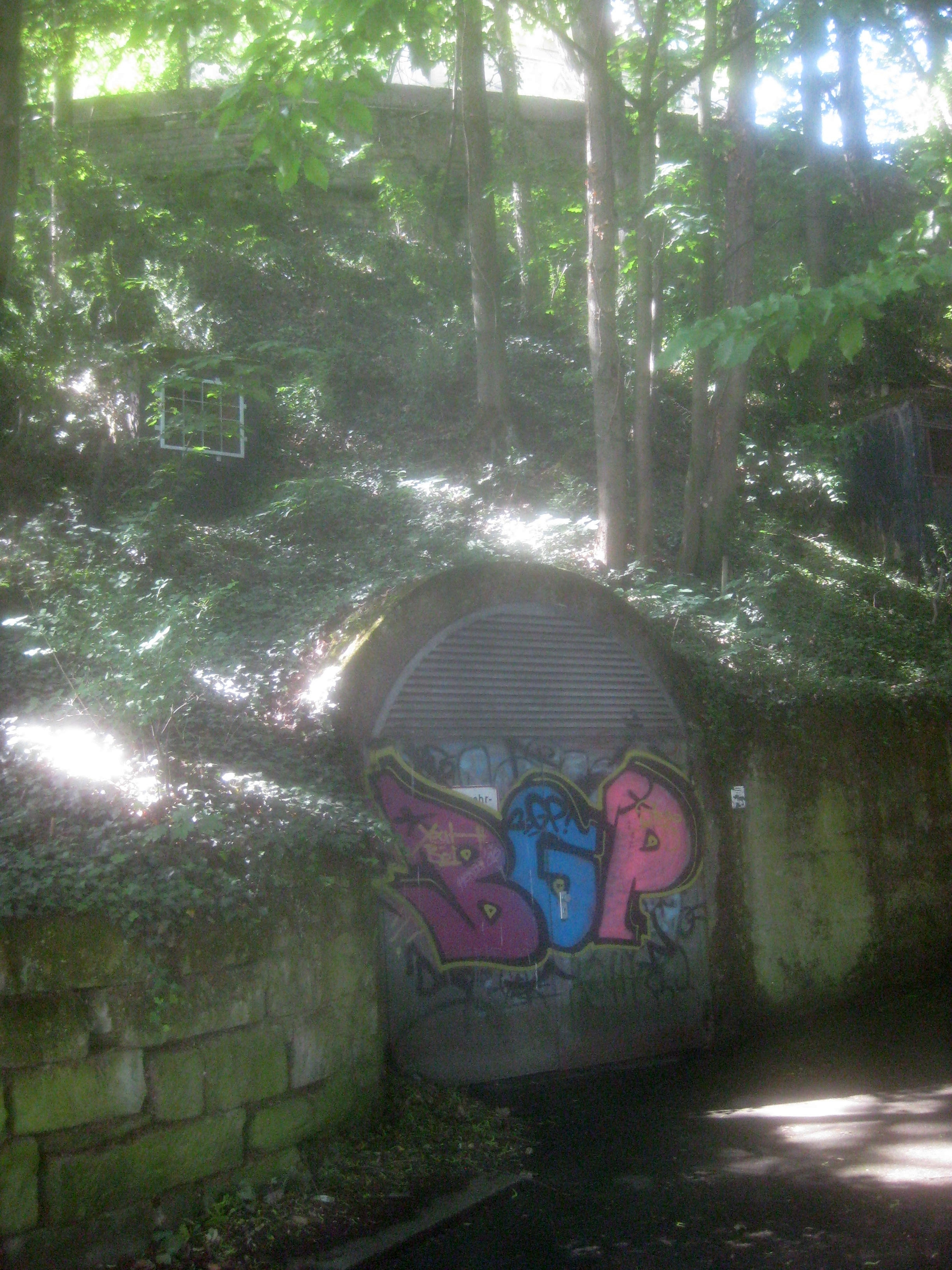
Luftschutzstollen Mühlkanal.

Unweit links des Wera-Hauses befindet sich der Eingang zu einem Luftschutzstollen. Ein kleines Schild beim Eingang weist ihn als „Stollen Mühlkanal BW25“ (BW = Bauwerk), einen Stollen in der Nähe des ehemaligen Mühlkanals aus. Der Nord-Süd-Zweig des 1942 erbauten Stollens führte unter der Berger Kirche hindurch und war dadurch besonders geschützt, da Kirchen im Zweiten Weltkrieg nicht direkt bombardiert wurden. Der Ost-West-Zweig führte zu der ehemaligen Landesfrauenklinik und Landeshebammenschule an der Oberen Straße 2.

## Weraheim
Auch das 1954 erbaute Weraheim im Oberen Hoppenlauweg 2–4 geht auf Herzogin Wera zurück (Standort). Der aufsehenerregende Kindesmord einer verzweifelten ledigen Mutter veranlasste sie, 1908 die Stiftung „Zufluchtsstätten in Württemberg“ mit einem Kapital von 166.000 Mark zu errichten, „das bedeutendste Herzogin Wera zu verdankende Liebeswerk“. Das ursprünglich an anderer Stelle errichtete Weraheim bietet noch heute Müttern mit ihren Kindern Unterkunft und Betreuung. Eingedenk des ursprünglichen Anlasses der Stiftung gehört zu dem Haus auch eine Babyklappe.

## Werapflege

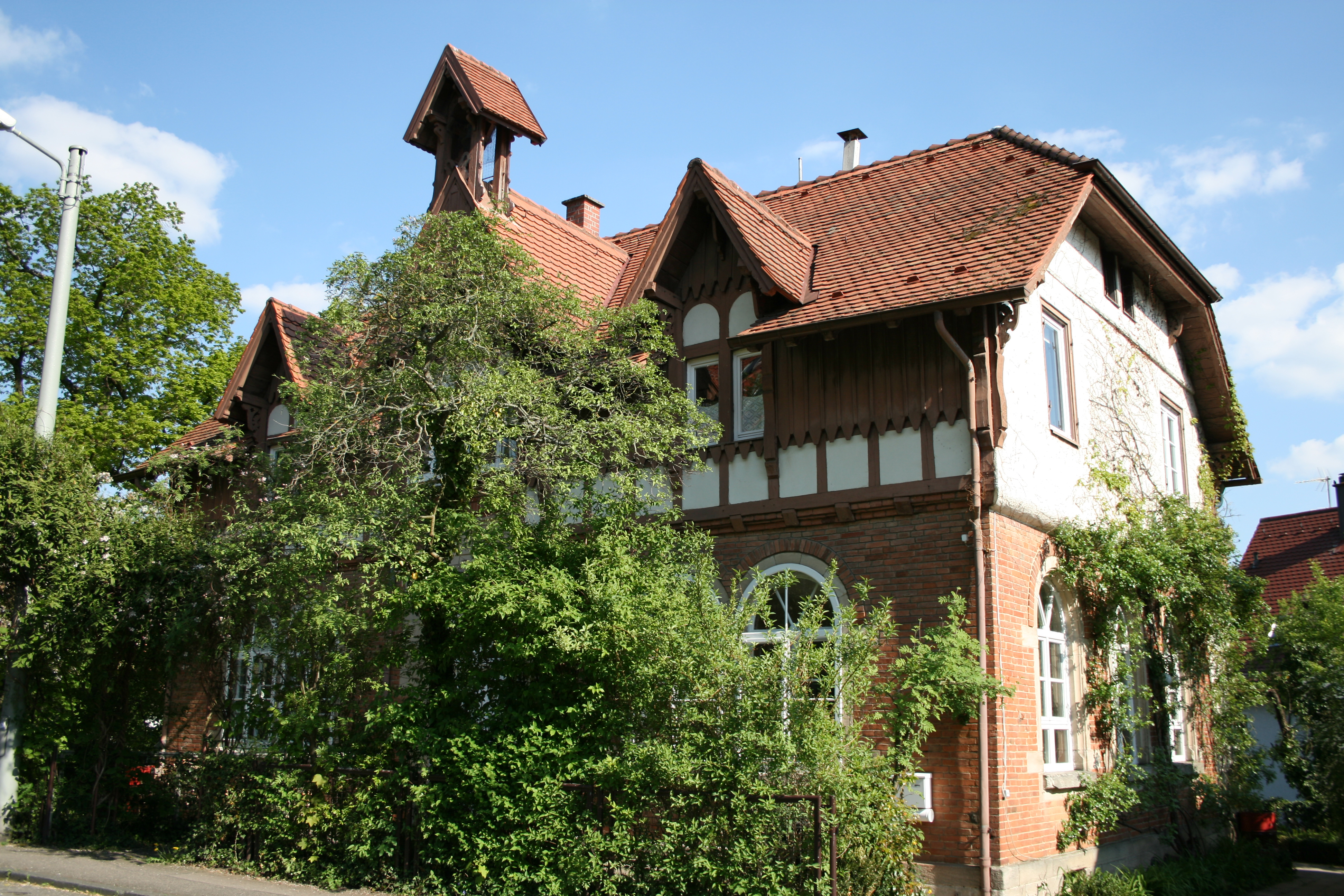
Haus Werapflege.

Die Werapflege ist ein Gebäude im Schweizerstil in der Furtwänglerstraße 24 in Stuttgart-Botnang, das 1874 als „Kleinkinderanstalt Werapflege“ zur Betreuung vernachlässigter Kinder arbeitender Frauen von Herzogin Wera gestiftet und von dem Architekten F. Wahl erbaut wurde (Standort). Das Haus erfüllte mit kurzen Unterbrechungen fast 100 Jahre seine Bestimmung und beherbergte ab 1974 für 25 Jahre die „Werkstatt für Ton und Töne, Konzerte und Kurse“. Seit 2009 finden in dem Haus nur noch künstlerische Kurse statt.